# Saint-Aubin-des-Landes
Saint-Aubin-des-Landes è un comune francese di 925 abitanti situato nel dipartimento dell'Ille-et-Vilaine nella regione della Bretagna.

## Società

### Evoluzione demografica
Abitanti censiti